# Orchis lucensis
Orchis lucensis là một loài thực vật có hoa trong họ Lan. Loài này được Antonetti & Bertolini mô tả khoa học đầu tiên năm 2006.